# حسن هاشمي
حسين قاضي زاده هاشمي ((بالفارسية: سید حسن قاضی‌زاده هاشمی); من مواليد 21 مارس 1959) هو عالم أمراض العيون وأستاذ مشارك بجامعة طهران للعلوم الطبية. قد شغل منصب وزير الصحة في حكومة الرئيس حسن روحاني من 15 أغسطس 2013  إلى 3 يناير 2019.